# Istituto d'Istruzione Superiore Bruno - Franchetti
L'Istituto d'Istruzione Superiore Bruno - Franchetti è un istituto scolastico di Mestre.
Nato inizialmente come liceo classico Franchetti, nel 1968 si staccò lo scientifico Giordano Bruno. I due licei furono indipendenti fino al 2013 quando si riunirono diventando un unico istituto.

## Fondazione del liceo Franchetti
Il primo istituto superiore attivato a Mestre, un Regio Ginnasio, era stato istituito dal 1931 - 1932 come sezione staccata del «Liceo Marco Foscarini» di Venezia.
Autonomo dal settembre 1935, ad ottobre il corso fu ampliato con l'attivazione anche del ginnasio superiore (quarta e quinta). La prima sede fu un edificio, non più esistente, in via Caneve.
La scuola, fortemente voluta dalla borghesia locale, conobbe un rapido aumento del numero degli studenti in ragione della crescente importanza assunta dalla conurbazione di Mestre: già dall'anno scolastico 1939 - 1940 fu attivata una classe prima liceo. Si trattava ancora di una sezione staccata del «Foscarini» di Venezia: ma con un decreto del 17 agosto 1941 venne riconosciuta l'autonomia anche del corso liceale, ormai completo.
Fin dal 1935 si era posto il problema dell'intitolazione della scuola. Si cercò un nome che fosse significativo e di interesse locale. Nel febbraio 1936 fu prescelto all'unanimità il nome di Raimondo Franchetti, l'esploratore della Dancalia morto in un incidente aereo in Africa nell'agosto dello stesso 1935, e considerato un pioniere dell'espansione italiana nel Corno d'Africa.
Le ragioni della scelta sono abbastanza evidenti: era in corso in quei mesi la guerra d'Etiopia, e il nome del barone Franchetti appariva ben coerente con l'impegno patriottico a cui tutta la scuola italiana era chiamata in quei mesi di mobilitazione. Caduto poi il nome in disuso in periodo post-bellico, e avendo nel dopoguerra l'ex ginnasio inferiore assunto il nome di Scuola Media «Giulio Cesare», nel 1955 il consiglio dei professori propose di intitolare il Liceo-Ginnasio ad Ugo Foscolo, ma l'iniziativa non fu mai ufficializzata, e l'intestazione originaria rimase da allora confermata.

### L'edificio del Liceo
La sede che il Comune di Venezia aveva inizialmente reperito era inadeguata. Si decise di edificare un nuovo edificio, e a tal fine si scelse un terreno lungo Via Principe di Piemonte, la nuova strada che collegava il nuovo cavalcavia di Mestre al centro cittadino: l'attuale Corso del Popolo. La zona era allora quasi completamente libera da edifici, ma erano previsti importanti insediamenti, delineati nel piano regolatore del 1937. La guerra troncò, pochi anni dopo, i progetti per lo sviluppo di Mestre come “Venezia nuova”: il “sestiere” di San Giuliano non fu mai realizzato, e nel dopoguerra l'area fu oggetto di una urbanizzazione intensiva ma disordinata.
La gestazione dell'opera fu complicata: un primo progetto redatto prevedeva sulla facciata un portale ornato del leone marciano, con finestre raggruppate e incorniciate, scandite da paramenti in mattoni, e ali laterali movimentate da quote differenti. Su richiesta del Comune venne approntata una prima modifica, con ingresso a pronao con vetrata. A lavori iniziati (gennaio 1939), le nuove esigenze derivate dall'applicazione della «Carta della Scuola» voluta dal Ministro dell'Educazione Nazionale Giuseppe Bottai imposero una trasformazione più radicale. L'impianto già impostato fu ampliato con l'inserimento di un secondo piano, destinato alle classi del liceo. Il progetto definitivo, datato 5 maggio 1939, si ispirava all'architettura di Marcello Piacentini: una lunga facciata con finestre e alto pronao con pilastri, e due piani (di superficie ridotta il secondo), aule speciali, la palestra, un'Aula Magna al primo piano. I lavori furono completati il 10 ottobre 1940. La scuola iniziò a funzionare nella nuova sede il 17 ottobre, e l'edificio venne ufficialmente inaugurato l'8 dicembre, alla presenza del Sottosegretario all'Educazione Nazionale Riccardo Del Giudice.
In conformità agli intendimenti dell'epoca, e per conferire adeguata monumentalità, l'edificio ebbe un ornamento artistico. Sulla facciata furono collocati due altorilievi, opera dello scultore veneziano Antonio Voltan (1913 - 2000). A sinistra dell'ingresso, un rilievo allegorico con Venezia signora del mare, dell'arte, del commercio; a destra un rilievo dedicato all'evoluzione fisica e spirituale della giovinezza. Entrambe le opere, ispirate al gusto di Arturo Martini, recano motti latini e nell'Aula Magna fu realizzato dai pittori Edmondo Bacci e Luciano Gaspari un grande affresco con soggetto “I massimi geni della razza”.

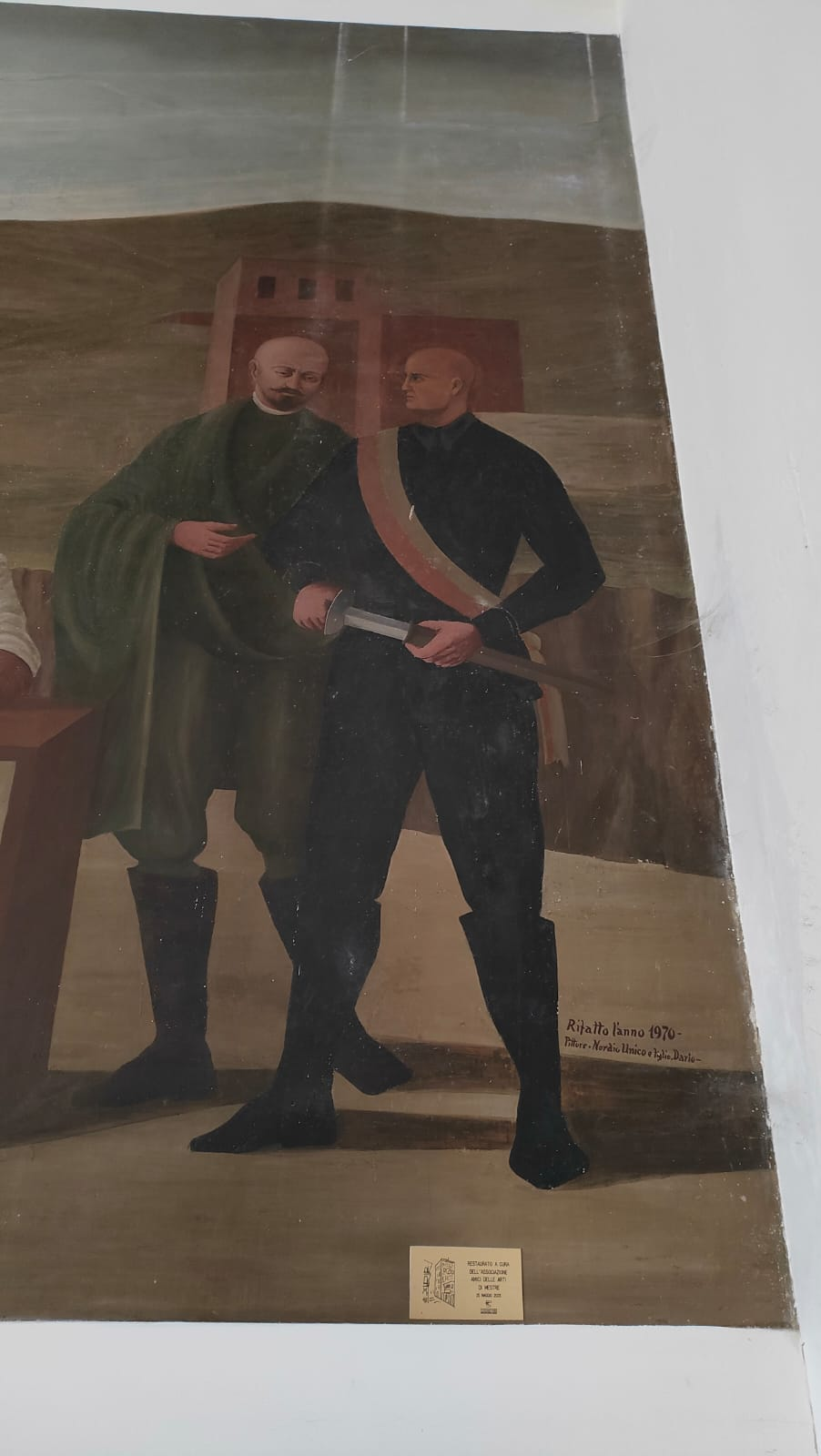
particolare del dipinto murale “I massimi geni della razza”.

### Dal regime alla guerra

Facciata in cui si nota la cartina dei territori dell'Impero italiano

Dal 1937 - 1938 la presidenza fu tenuta dal prof. Annibale Zerbetto, che negli anni del “consenso” al regime interpretò in modo molto zelante le direttive della scuola fascista. Mentre la biblioteca della scuola veniva dotata di libri “educativi” (con rilevante presenza di opere dedicate alle colonie italiane), si vigilava perché il comportamento dei professori e degli studenti seguisse le minuziose direttive emanate dal ministro Bottai.
La guerra, proclamata il 10 giugno 1940, comportò un'intensificazione della propaganda, e condizionò in vari aspetti la quotidianità scolastica. Il 29 aprile 1941 la scuola ebbe il suo caduto, il professor Luciano Minto, già supplente di lettere presso il ginnasio, sottotenente del 56º reggimento di fanteria, morto in combattimento sul fronte greco-albanese l'8 marzo 1941.
L'attività scolastica proseguì in modo sostanzialmente regolare fino all'anno 1942 - 1943, quando cominciarono a registrarsi interruzioni: le lezioni si chiusero anticipatamente il 14 maggio, con scrutini al posto degli esami.
La caduta di Mussolini avvenne durante le vacanze estive (25 luglio 1943): l'attività riprese, tra notevoli difficoltà, l'8 novembre 1943, due mesi dopo l'armistizio. Si era già costituita nel frattempo la Repubblica Sociale Italiana, alla quale il preside aderì. Il 28 marzo 1944 un grave bombardamento colpì Mestre e Marghera: al «Franchetti» le lezioni vennero interrotte per allarme aereo. La successiva incursione del 7 aprile causò lievi danni all'edificio del liceo, ma costò la vita ad un giovanissimo studente, Walter Bovolenta di IVA. L'anno scolastico terminò anticipatamente il 2 maggio.
Dopo le vacanze estive il «Franchetti» fu trasferito presso la scuola elementare «Poerio» a Venezia, facilmente raggiungibile da Mestre. Le lezioni si svolsero con scarsa regolarità e scarsa frequenza di alunni. La nuova sede fu a sua volta colpita nell'incursione aerea su Venezia del 21 marzo 1945. Il Liceo fu ospitato presso una istituzione religiosa: lezioni si tennero dal 15 al 28 aprile (data in cui vennero sospese per l'insurrezione), e poi dall'11 al 26 maggio. Ai primi di giugno si tennero gli scrutini. La sede di Mestre rimase indisponibile anche successivamente, perché occupata ad uso militare: nell'anno scolastico 1945 - 1946 l'attività didattica fu svolta presso la Scuola d'arte «Ticozzi» in Mestre, e il «Franchetti» tornò nella propria sede solo nel 1948 - 1949.

### Dal distaccamento del Bruno alla riunificazione
Il preside Zerbetto fu epurato ai primi di maggio 1945 e la scuola fu retta da incaricati fino al 1948. Gli anni del dopoguerra furono segnati da un generale “ritorno all'ordine”.
La sede però era ormai insufficiente: l'Aula Magna era utilizzata come palestra femminile. Nel mentre l'associazione "Amici delle arti" deliberò di far restaurare l'interessante e storicamente importante affresco di Bacci e Gaspari situato nella parete di fondo e alquanto deturpato da impronte di pallone. In seguito l'Aula Magna cessò di essere usata come palestra. L'aumento di iscrizioni rese necessario allocare classi in sedi succursali variamente reperite sulla terraferma. In anni successivi vennero istituite anche sezioni staccate a Mirano, a Chioggia, a Portogruaro, poi divenute autonome: ci si avviava alla scolarizzazione di massa.
Il Liceo aumentò progressivamente il numero degli iscritti, in parallelo al forte sviluppo urbanistico e demografico di Mestre. Dal novembre 1961 fu costituito come sezione “C” un corso di liceo scientifico, che riscontrò notevole successo: nell'anno scolastico 1964 - 1965, tra i 737 iscritti del «Franchetti» ben 280 appartenevano allo scientifico. Pochi anni dopo, la sezione si scisse nel primo liceo scientifico di Mestre, il Giordano Bruno.
Le scosse politico-sociali che travagliarono il mondo della scuola alla fine degli anni sessanta furono anticipate al «Franchetti», già dal 1964, da un ristretto gruppo di studenti di estrema destra, alcuni destinati ad essere coinvolti in drammatiche vicende di livello nazionale. La storia delle proteste studentesche al «Franchetti» ebbe poi un percorso per certi aspetti analogo a quello di altre scuole d'Italia. Dopo le agitazioni dell'autunno 1969, vivaci e improntate a sincere esigenze di riforma e di dialogo tra le parti, seguirono anni di forte presa “politica” sulla vita della scuola, con occupazioni e frequenti manifestazioni. Tuttavia il «Franchetti» restò sostanzialmente immune dalla violenza, a parte alcuni giorni tesi dell'autunno 1977.
Nel dicembre 1990 fu celebrato il cinquantenario dell'Istituto (o meglio, dell'edificio che lo ospita), e fu la prima occasione per ripensare alla storia del Liceo, con pubblicazioni ed eventi. Negli anni seguenti iniziò un cauto rinnovamento dell'impianto scolastico, con l'estensione al quinquennio dello studio della lingua straniera e della storia dell'arte, e l'introduzione dell'informatica. Dalla primavera del 2009 la scuola è dotata di un moderno impianto sportivo, di nuova costruzione.
Con l'anno scolastico 2010 - 2011 è iniziata l'applicazione del riordino dell'istruzione secondaria superiore. Al corso ordinario si affiancano i potenziamenti dell'area scientifica e di quella linguistica, secondo il Piano dell'offerta formativa.

## L'autonomia della sezione scientifica e la nascita del liceo Giordano Bruno
Come già accennato, nel 1961 nacquero due sezioni scientifiche all'interno del Franchetti. Ma il poderoso incremento di studenti rese sempre più necessario disporre di nuovi spazi. Nell'anno scolastico 1967-68 le iscrizioni allo scientifico costringono a formare ben 9 sezioni di prima, tutte sistemate in sedi distaccate. Già nel 1965 il preside del Franchetti aveva chiesto di iniziare i lavori per una nuova scuola per sistemare lo scientifico.
Il 1º ottobre 1968 venne inaugurato il nuovo liceo scientifico in via Baglioni 26, nel quartiere di Bissuola. Nell'anno scolastico 1968-69 furono 321 i nuovi iscritti, e si formano 10 classi prime (che poi diventeranno 11 nei due anni successivi).
Per avere un nome il nuovo istituto dovrà attendere l'anno scolastico successivo. I rappresentanti dei genitori insistevano perché il nome fosse quello di Michelangelo. Ma quello era l'anno delle grandi contestazioni, delle proteste studentesche: i ragazzi vollero avere voce in questa decisione. Grazie all'appoggio anche di alcuni insegnanti. Alla fine viene proposto all'unanimità il nome di Giordano Bruno, approvato con una larga maggioranza il 20 maggio 1969. Questa la motivazione: In tempi di intolleranza e di scisma, cercò perennemente insoddisfatto, l'unità del tutto infinito, giungendo, pur non libero compiutamente da motivi contraddittori per la compresenza di aspetti antichi e nuovi a una visione universale dell'uomo, nella convinzione che proprio la onnipresenza della infinità divina rende possibile una umanità affratellata dall'amore, rafforzata dalla giustizia e nobilitata dal lavoro e nella quale ognuno possa giungere alla sua meta secondo le proprie possibilità. Ancor legato in larga parte ad una concezione aristocratica della cultura e contemporaneamente esprimendo l'apparire di una nuova coscienza, testimoniò tragicamente quella unità di pensiero ed azione, che è condizione di ogni reale progresso.

### 1985-2010: sperimentazioni e attività formative
Il liceo Bruno è stato negli anni luogo di sperimentazioni didattiche di vario tipo. Da ricordare il pionieristico P.N.I. (Piano Nazionale per l'Informatica), le sperimentazioni nella didattica delle scienze naturali. Nel corso degli anni oltre all'indirizzo scientifico tradizionale nascono anche quello delle Scienze Applicate, il Linguistico e il recente Liceo Matematico.
nel campo delle attività extracurricolari il Bruno si fece notare in diversi campi. A partire dalle olimpiadi di diverse discipline scientifiche, dove portò diversi studenti alle finali internazionali. Più recente la nascita del gruppo scacchi nel 2005, che negli ultimi anni ha reso l'istituto ben conosciuto a livello internazionale grazie alla qualificazione alle finali nazionali del Trofeo Scacchi Scuola ogni anno dal 2013, e imponendosi in tutte le ultime edizioni dei Campionati Internazionali dove ha vinto due volte nel 2014 e nel 2015.
Nel 2018 è stato celebrato il 50º anniversario dalla fondazione del liceo scientifico, e fu realizzato un libro sulla storia del liceo.

## Riunificazione di Bruno e Franchetti
Il liceo classico non soddisfaceva i nuovi criteri imposti dal governo Monti, che richiedevano un numero minimo di cinquecento studenti per istituto. Fu così che nel settembre 2013 i due licei vennero riunificati, formando l'attuale istituto Giordano Bruno - Raimondo Franchetti.